# Monte Sacro, Rom
Monte Sacro är Roms sextonde quartiere och har beteckningen Q. XVI. Namnet Monte Sacro kommer av kullen Monte Sacro. Quartiere Monte Sacro bildades år 1924.

## Kyrkobyggnader
- Santi Angeli Custodi
- San Clemente Papa
- Santa Gemma Galgani
- Gesù Bambino a Sacco Pastore
- Santa Maria Assunta al Tufello
- Santissimo Redentore a Val Melaina

## Övrigt
- Riserva naturale Valle dell'Aniene
- Fonte Acqua Sacra
- Ponte Nomentano

## Bilder
| - Santi Angeli Custodi. - San Clemente Papa. - Santa Gemma Galgani. - Santissimo Redentore a Val Melaina. |